# فوزية عسولي
فوزية عسولي، ولدت بتاريخ 7 يونيو 1958 بالدارالبيضاء، من رواد الحركة النسائية،.
تنتمي فوزية عسولي إلى أسره ميسورة. تلقت تعليمها الأولي بإحدى المدارس الخصوصية، ثم التحقت بعد ذلك بثانوية الخنساء حيث حصلت على شهادة الباكالوريا، وبعدها شهادة الإجازة في العلوم الاقتصادية من جامعة الحسن الثاني كلية العلوم القانونية بالدار البيضاء سنة 1989.

## حياتها
فوزية عسولي، اسم بارز في الحركة النسائية المعاصرة في المغرب، وناشطة حقوقية، وهي مهتمة بقضايا المرأة المغربية خاصة منها القضايا الحقوقية. .وتعد وفاة خديجة المنبهي محفزا لانخراطها السياسي من أجل الدفاع عن حقوق المرأة.
تشغل فوزية عسولي منصب رئيسة فدرالية الرابطة الديمقراطية لحقوق المرأة والتي تم إنشاؤها بتاريخ 18 أبريل 1993، وهي منسقة التحالف المدني من أجل تفعيل الفصل 19 من الدستور. سخرت كل طاقاتها من أجل مناصرة المرأة المغربية حتى عرفت بمواقفها المثيرة للجدل كمحاربة ظاهرة زواج القاصرات، والتصدي لظاهرة الاغتصاب وضرورة مساءلة الجاني قانونيا، كما شكل موقفها من المطالبة بالمساواة في الإرث بين الرجل والمرأة تصد للفكر الذكوري المتخلف.

## إنجازاتها
شاركت في حملة جمع مليون توقيع لإصلاح csp التي أطلقها اتحاد العمل النسائي في عام 1993 م.
شاركت في إنشاء المجلس الوطني للتنسيق بعد إطلاق الحملة في عام 1992
شاركت في خطة التنمية (Panifd) التي اقترحتها الحكومة المغربية عام 1998
.كانت عضوة في تنسيق ( ربيع المساواة) الذي كانت مهمته مراقبة الهيئة الملكية المكلفة بإصلاح csp وكذلك تنظيم أنشطة تحسيسية مختلفة لرفع الوعي في الدفاع عن مطالب الحركة النسائية.
شاركت في القافلة التي توجهت إلى ليون بفرنسا والتي نظمتها جمعيات نسائية بفرنسا بشراكة مع الرابطة الديموقراطية التي تترأسها

## الجوائز
توجت فوزية عسولي بثاني جائزة دولية للسلام بعد نوبل 
تتويج فوزية العسولي بجائزة المتوسط للنساء
حصلت على الجائزة الدولية: Prix international Standout Woman Award